# Osoje-Mandarića strana (arheološka zona)
Osoje - Mandarića strana, arheološka zona u Cisti Velikoj.

## Opis
Arheološka zona „Osoje-Mandarića strana“ nalazi se u Cisti Velikoj, J od magistralne ceste Trilj - Imotski a Z od zaseoka Mandarićâ. Na uzvišenju Osoje nalazi se prapovijesna gradina. Plato gradine dimenzija je oko 170 x 160 m, okružen je sa S, SI i I strane bedemom širine oko 10-12 m i dužine oko 180 m. Na I strani bedema vidljivi su ostaci megalitskih zidova. Moguće ju je datirati u željezno doba (900. pr. Kr.). S od gradine, a Z uz poljski put nalaze se 2 prapovijesne gomile. Veća gomila promjera je 18 m i visine oko 2 m. Manja gomila promjera je 11 m i visine oko 1,5 m. SZ od gomila nalazi se petrada gdje su se vadile kamene ploče za krov. Sjeverno od gomila a zapadno od poljskog puta nalazi se bunar Vodica.

## Zaštita
Pod oznakom Z-6565 zavedeno je kao nepokretno kulturno dobro - pojedinačno, pravna statusa zaštićena kulturnog dobra, klasificirano kao "arheološka baština".